# Max Tilke
Pour les articles homonymes, voir Tilke.
Max Tilke (né le 6 février 1869 à Breslau, province de Silésie ; mort le 2 août 1942  à Berlin) était un ethnographe, illustrateur et peintre allemand.

## Biographie

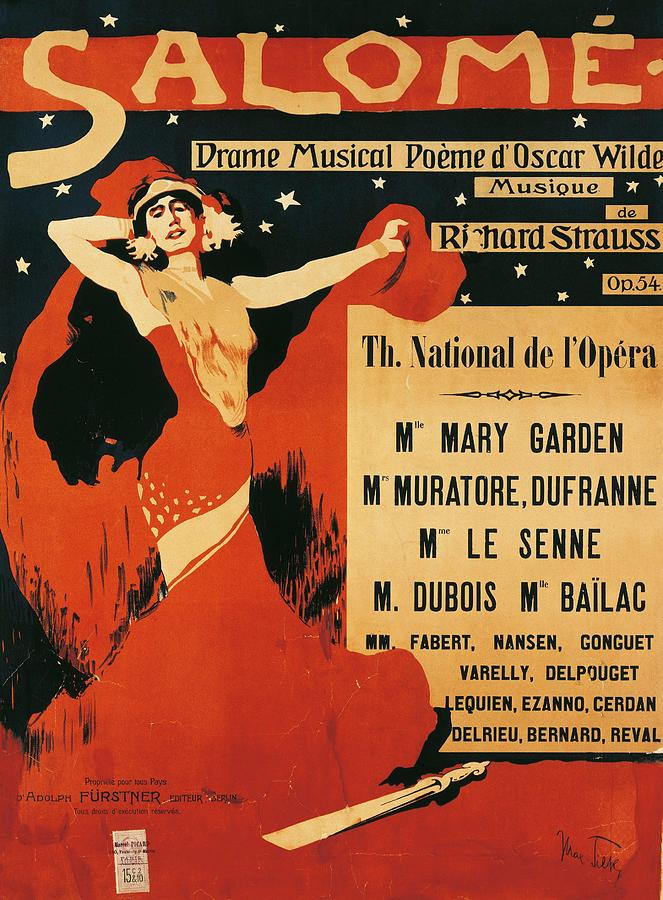
Affiche de Max Tilke pour Salomé en 1910.

Après des études à l'Académie des arts de Berlin et des voyages en Italie et Tunisie, il fut artiste et décorateur à Berlin avant d'être copiste au musée du Prado, à Madrid. Il fut ensuite illustrateur à Paris en 1900 et était déjà connu pour son savoir-faire dans le dessin des costumes. Il retourna à Berlin et ouvrit un cabaret à Berlin en 1901 un cabaret, Le Pégase affamé (Zum hungrigen Pegasus), où il tint le rôle de maître de cérémonie. Parmi ceux qui le fréquentèrent, on peut citer Charles Horning, Ernst Griebel, Erich Mühsam, Georg David Schulz, Hans Hyan, Hanns Heinz Ewers et Maria Eichhorn.
Ce cabaret ne dura que 6 mois et il continua à peindre des costumes historiques, gagnant la reconnaissance du public et des autorités : en 1911, il exposa à la Lipperheidesche Kostümbibliothek (de) et en 1912, il illustra un livre de Magnus Hirschfeld sur l'habillement des travestis, Die Transvestiten - eine Untersuchung über den erotischen Verkleidungstrieb mit umfangreichem casuistischen und historischen Material.
En 1913, il travailla au cinéma pour la Deutsche Bioscop et fut le costumier du film Kadra Sâfa réalisé par Stellan Rye. À l'invitation du tsar Nicolas II de Russie, il travailla aussi pour le musée du Caucase à Tbilissi, aussi pour peindre les collections existantes que pour les agrandir en entreprenant des voyages ethnologiques. Mais, pour des raisons pratiques, il peignit d'après photographie et d'après l'habit qu'il avait acheté à chaque modèle.
La Première Guerre mondiale mit un terme à ce projet et Max Tilke dut retourner en Allemagne. Il fit des illustrations pour Deutsche Verlag Union au sujet de la guerre mais ne perdit pas de vue son intérêt pour les habits traditionnels, et c'est en 1922 qu'il publia son travail le plus célèbre : Orientalische Kostume in Schnitt und Farbe (Les Costumes orientaux dans leurs formes et leurs couleurs).

## Galerie

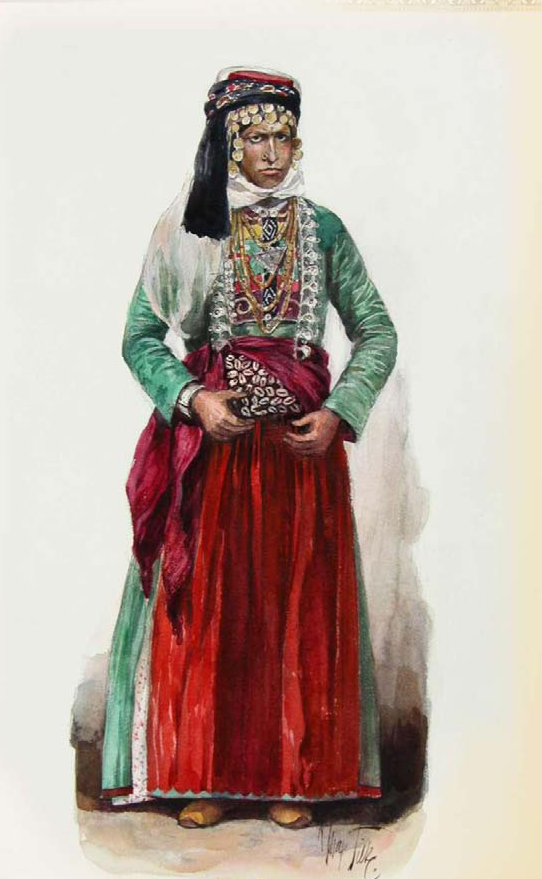
Femme yézidie, 1920.
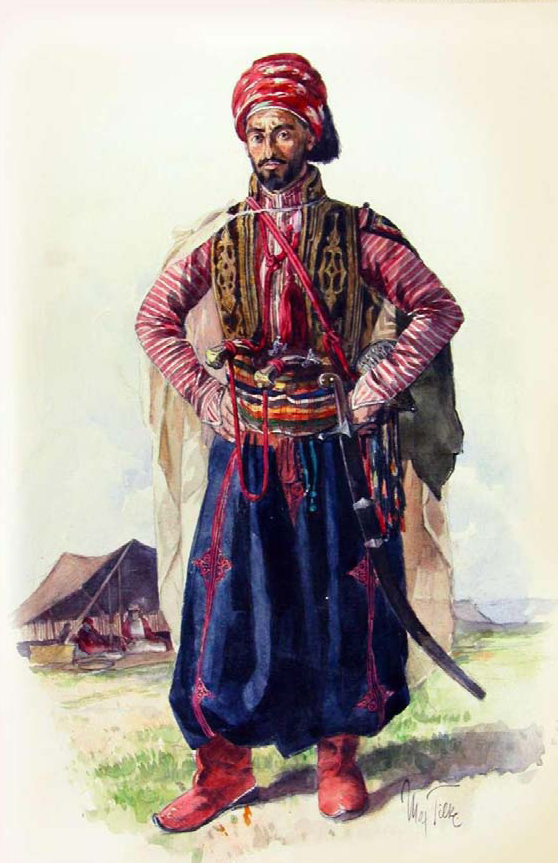
Homme yézidi, 1920.
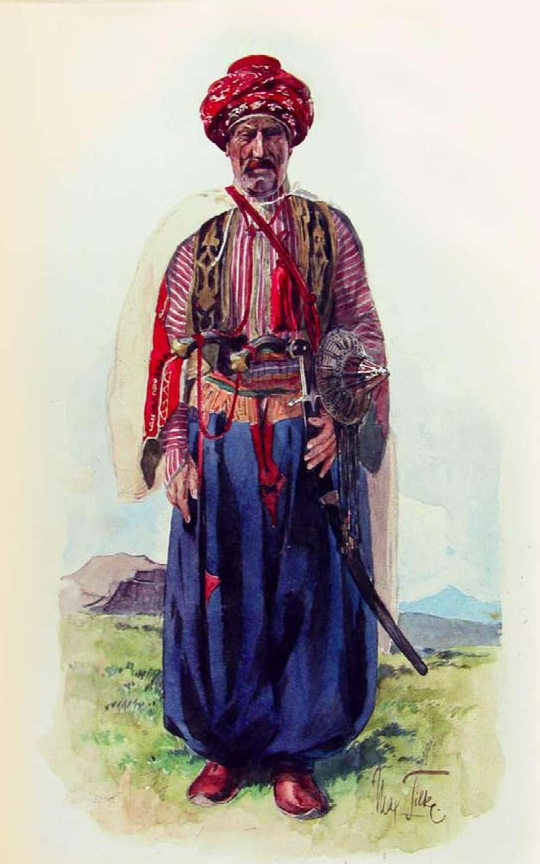
Homme yézidi, 1920.
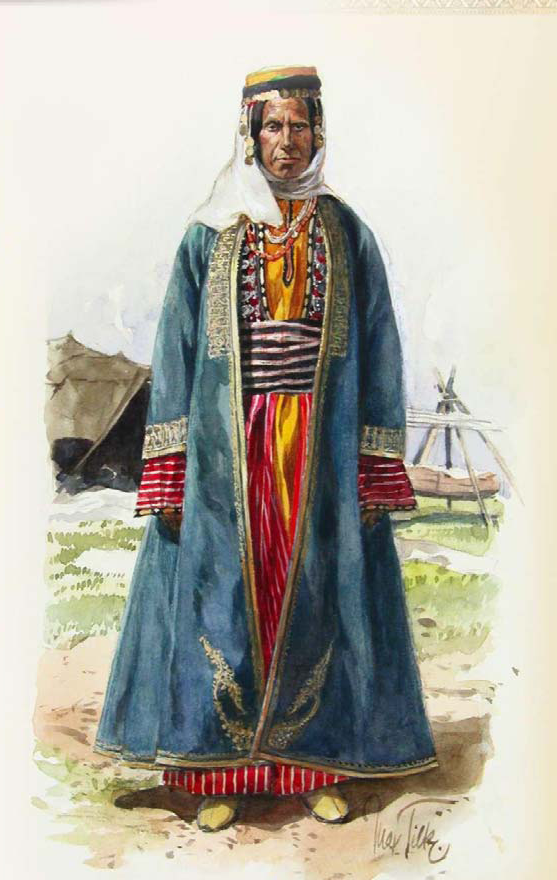
Femme kurde, 1920.
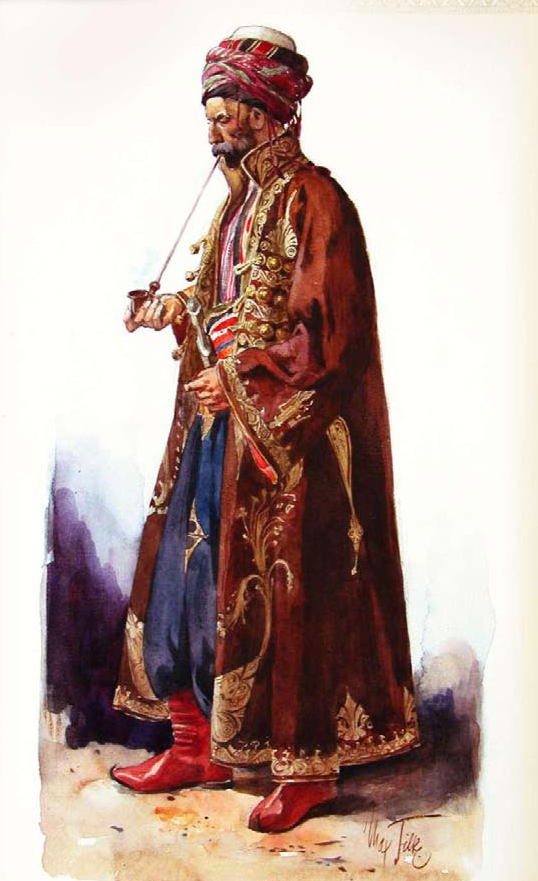
Homme kurde, 1920.

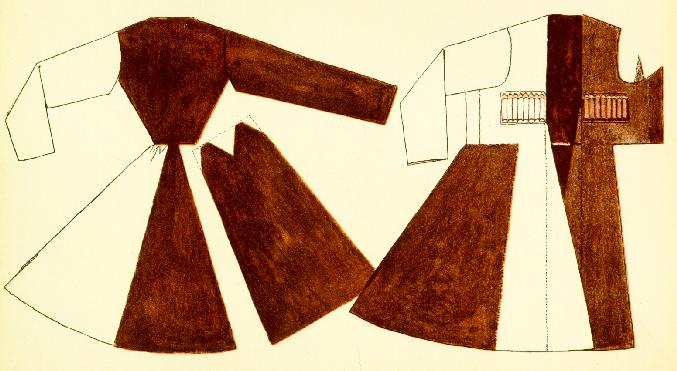
Une cherkesska (Caucase).
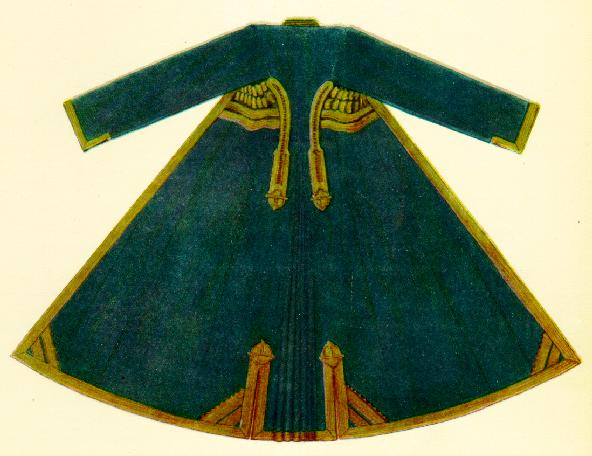
Une tchocka (Géorgie).
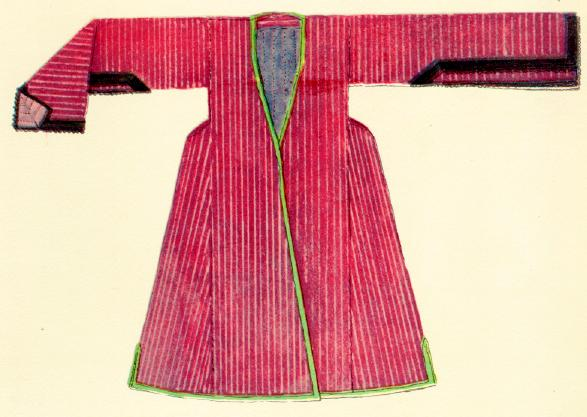
Habit de femme de Tiflis, début du XIXe siècle.
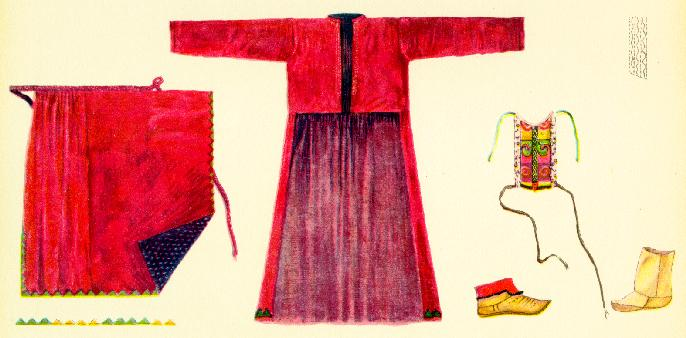
Robe yézidie, 1922.
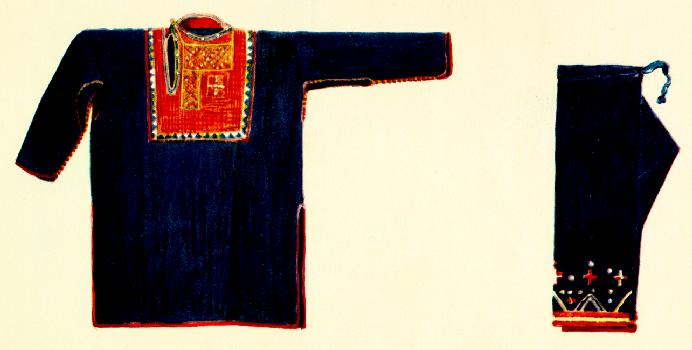
Habit de Khevsourétie.
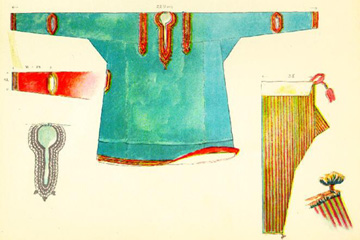
Shalwar kameez.
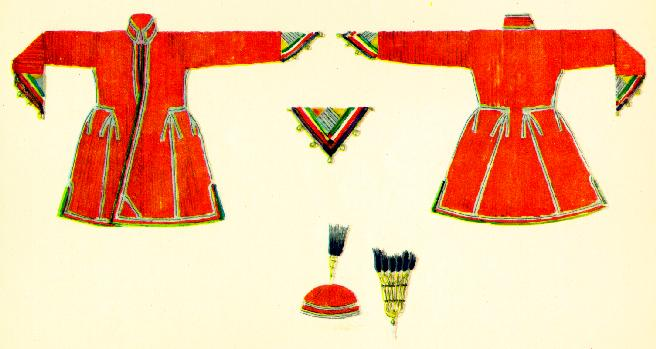
Habit turcoman.

## Œuvres traduites en français
- Costumes folkloriques : Europe de l'Est, Afrique, Asie : formes, coupe et coloris (Trachten und Kostüme aus Europa, Afrika und Asien in Form, Schnitt und Farbe), Fribourg : Office du livre , 1979
- Le costume : coupes et formes : de l'antiquité aux temps modernes; préf. de Günter Wasmuth, Paris : A. Morancé, cop. 1967
- Le costume. Coupes et formes, Nouvelles éditions latines, 1990[2]

## Crédit d'auteurs
- (en) Cet article est partiellement ou en totalité issu de l’article de Wikipédia en anglais intitulé « Max Karl Tilke » (voir la liste des auteurs).